# Surprise (Arizona)
Surprise je město v USA, ve státě Arizona, v okresu Maricopa County. Nachází se v metropolitní oblasti Phoenixu, asi 32 kilometrů severozápadně od centra Phoenixu. Je to jedno z nejrychleji rostoucích měst v Arizoně, v roce 2010 mělo město Surprise 117 500 obyvatel, podle odhadu z roku 2019 mělo město 141 664 obyvatel. Ve městě sídlí několik sportovních klubů.
Název město Surprise v překladu z angličtiny do češtiny znamená překvapení.

## Historie
Město založila v roce 1938 Flora Mae Statler, jejíž manžel Homer C. Ludden byl realitní developer a dříve byl považován za zakladatele města. Na začátku zde stála jen hrstka domů a benzínka. V roce 1960 bylo Surprise prohlášeno za město. Město začalo růst v souvislosti s velkým růstem metropolitní oblasti Phoenixu a navíc se do města začalo stěhovat velké množství důchodců v rámci projektu Sun City. Počet obyvatel město se zmnohonásobil, v roce 1970 zde žilo jen 2427 obyvatel, v roce 2000 už 30 848 a počet obyvatel v roce 2019 se odhadoval na 141 664 obyvatel.

## Obyvatelstvo
Rasová struktura obyvatel Surprise, podle průzkumu z roku 2010:
| - běloši: 71,2 % - Afroameričané: 5,1 % - Asiaté: 2,6 % - Američtí indiáni: 0,7 % | - Pacifičtí ostrované: 0,2 % - příslušníci více ras: 3,8 % - Hispánci: 18,5 % |

## Galerie

Poloha Surprise na mapě Maricopa County a na mapě Arizony
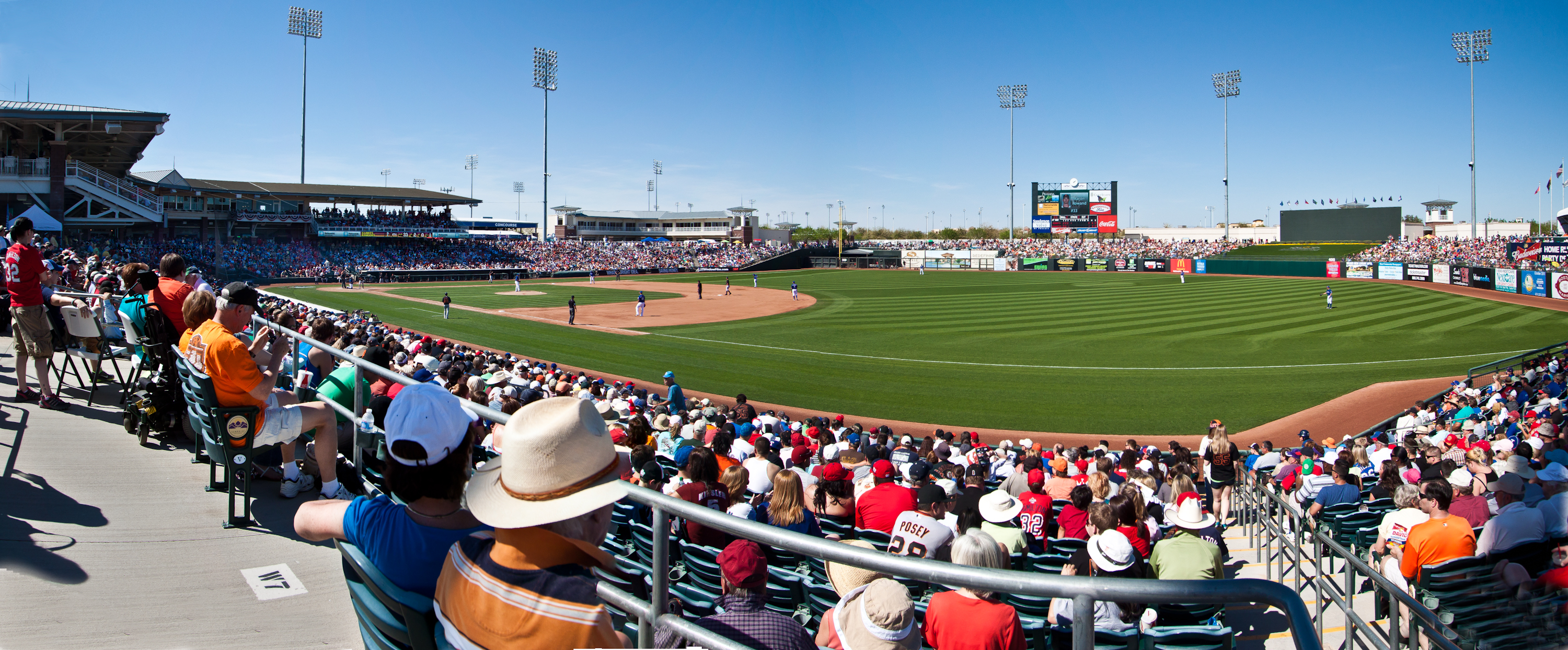
Baseballový stadion v Surprise
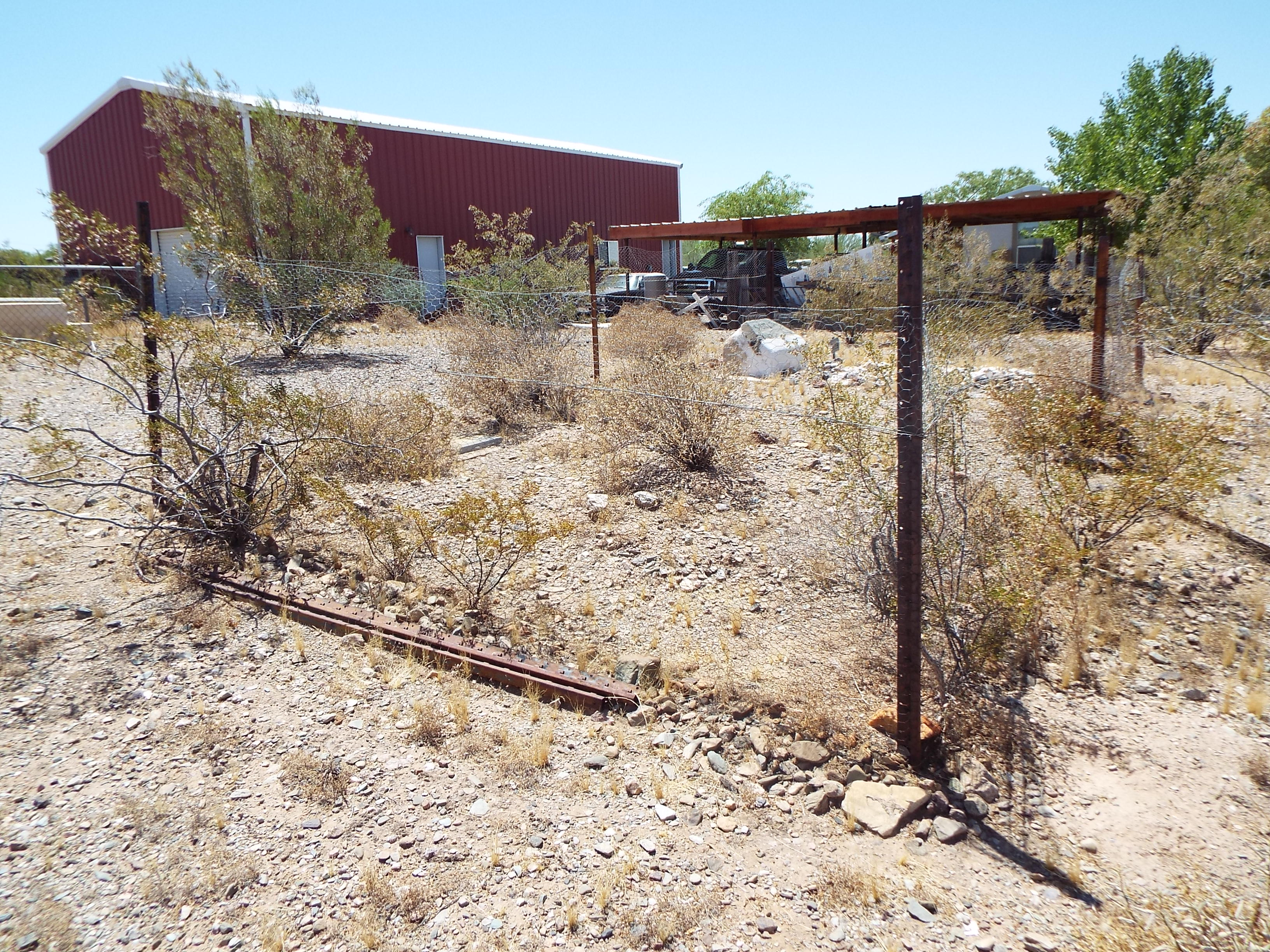
Hřbitov
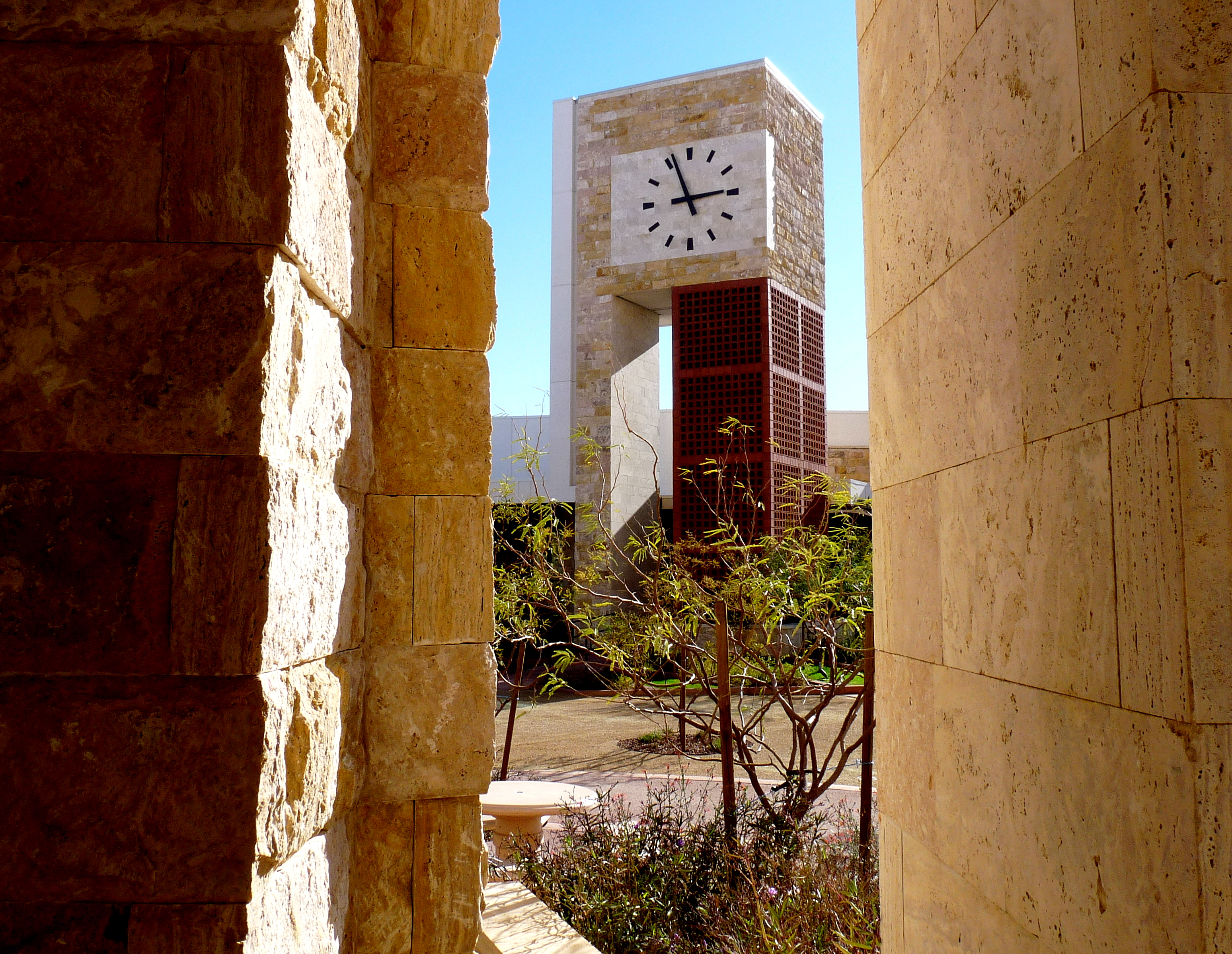
Věž s hodinami